# Laguna Tacuaral
La laguna Tacuaral es una laguna de agua dulce de Bolivia, ubicada en el municipio de Reyes de la provincia del General José Ballivián en el departamento del Beni. Se encuentra a una altitud de 170 metros sobre el nivel del mar. Tiene unas dimensiones de 5,2 km de largo por 5 km de ancho y una superficie permanente de 16,7 km², aunque esta puede llegar a 144 km² en época de lluvias. Tiene una forma cuadrada. Se encuentra a 29 km del lago Rogagua.